# Locomotion
Cet article concerne la locomotion des êtres vivants. Pour les moyens de déplacement chez l'Homme, voir mode de transport.
Pour l’article homonyme, voir Locomotion (chanson).

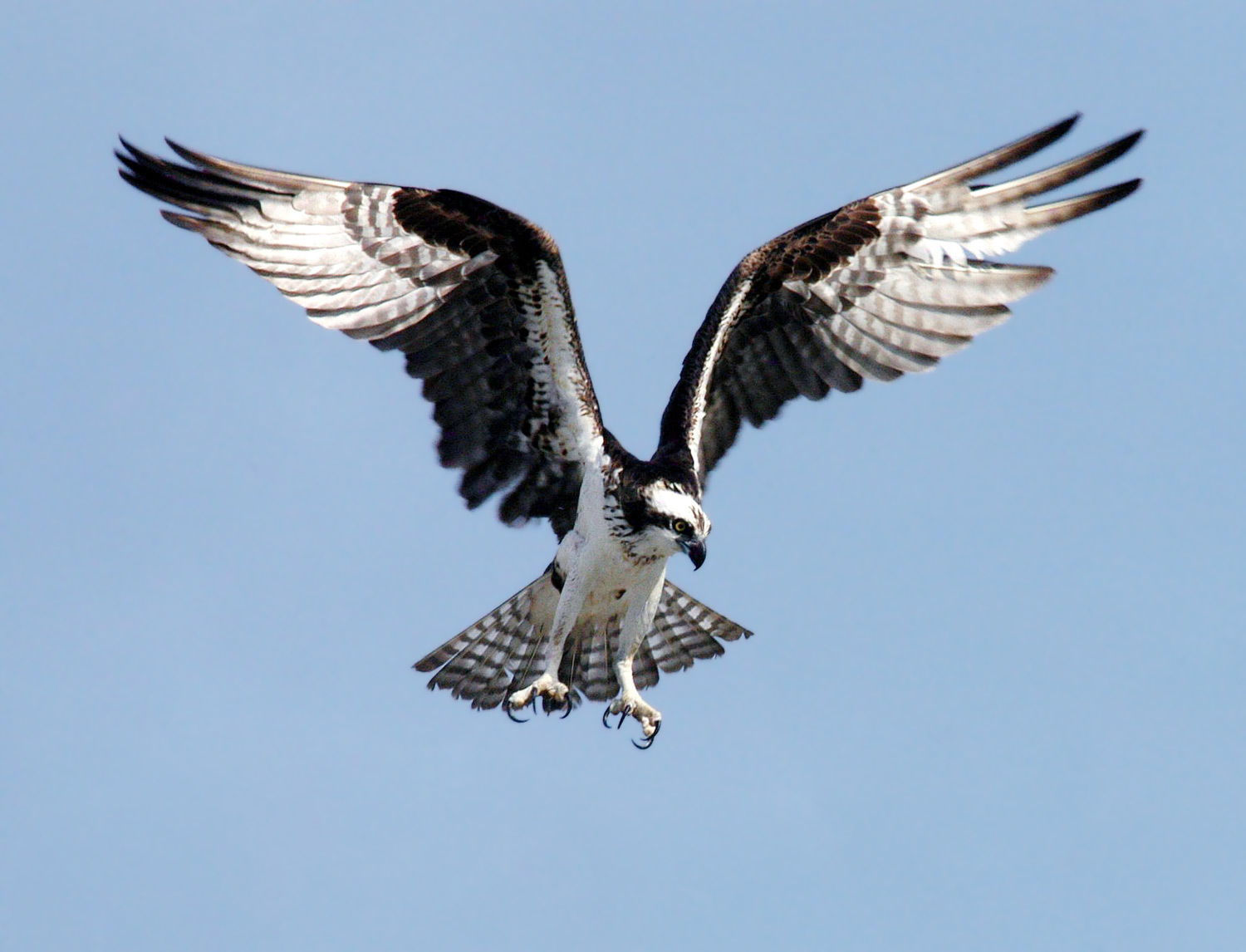
Balbuzard pêcheur se préparant à plonger.

En physiologie, la locomotion est la faculté, pour un organisme vivant, de se mouvoir pour se déplacer. Des contraintes sont exercées sur ces organismes suivant le milieu, terrestre, aérien ou aquatique, dans lesquels ils se meuvent. La fonction locomotrice se traduit par un ensemble de mouvements qui entraînent le déplacement de l'être vivant : la progression quadrupède, bipède et apode, dont la reptation, en milieu terrestre, diverses formes de nage et de propulsion en milieu aquatique (système de propulsion par réaction des calmars) et les vols planés ou battus en milieu aérien. 
Trois systèmes, étroitement associés, permettent la fonction locomotrice des vertébrés :
- le squelette qui fournit les éléments résistants, articulés entre eux, susceptibles de transmettre et multiplier les forces qui leur sont appliquées.
- le système musculaire qui, par la contraction, mobilise les os du squelette.
- le système nerveux qui stimule et contrôle la contraction des muscles. En particulier, la région locomotrice mésencéphalique (MLR en anglais) et le générateur spinal de patrons (CPG en anglais) qui permettent respectivement le déclenchement et la production des principaux signaux électrochimiques envoyés aux muscles afin de mouvoir de manière appropriée les segments osseux concernés[1].

Les systèmes de locomotion des invertébrés, dont le squelette est externe (mollusques, araignées, crustacés, insectes) est étudié pour la mise au point de robots hexapodes et de prothèses.
L'activation du CPG par des moyens pharmacologiques est utilisée afin de mettre au point le premier médicament administrable par voie orale capable de restaurer une certaine activité locomotrice chez des blessés médullaires souffrant de paraplégie ou de tétraplégie.